# Mezzane di Sotto
Mezzane di Sotto é uma comuna italiana da região do Vêneto, província de Verona, com cerca de 1.879 habitantes. Estende-se por uma área de 19,57 km², tendo uma densidade populacional de 99 hab/km². Faz fronteira com Illasi, Lavagno, San Martino Buon Albergo, Tregnago, Verona.

## Demografia
| Variação demográfica do município entre 1861 e 2011                               |
|                                                                                   |
| Fonte: Istituto Nazionale di Statistica (ISTAT) - Elaboração gráfica da Wikipedia |